# Драга (Шкофя Лока)
Драга (словен. Draga) — поселення в общині Шкофя Лока, Горенський регіон, Словенія. Висота над рівнем моря: 348,4м.